# Роберт Трухільйо
Роберт Трухільйо (ісп. Roberto Agustín Miguel Santiago Samuel Trujillo Veracruz);нар. 23 жовтня 1964) — американський бас-гітарист. З 2003 року басист гурту Metallica.

## Біографія
Роберт Трухільйо народився в Санта-Моніка, Каліфорнія. Він мексиканського походження.

### Особисте життя
Роберт одружений, має сина і дочку, Тай і Лула.